# تيندايش تشيتيما
تيندايش تشيتيما (من مواليد 1989/1990) هي ممثلة زيمبابوية.

## المسيرة المهنية
تخرجت تشيتيما بنجاح من جامعة كيب تاون في جنوب أفريقيا مع بكالوريوس في الإعلام والصحافة، بالتوازي أخذت دورة مسرح تألقت فيها فقررت أن تمتهن التمثيل بشكل احترافي، ولم تخبر والديها عن خطتها إلا بعد تخرجها. حصلت تشيتيما في وقت لاحق على درجة الماجستير في تسيير الأعمال. خلال دراستها شاركت تشيتيما في عدة أفلام قصيرة، بما فيها «أمل جيسون» عام 2013 والذي دخل نهائي قائمة أفضل 10 أفلام قصيرة في منافسة الأفلام القصيرة الأفريقية.
بدأت تشيتيما الظهور في التلفزيون في أدوار الخادمة والبغية. وفي عام 2016، توالت عليها الأعمال فلعبت دور نعمة في الموسم الثاني من المسلسل التلفزيوني «أصدقاء مشتركون»، ثم دور أديليد يتيمة تشارك في الاتجار بالبشر في المسلسل التلفزيوني «إسيدينغوا».
في عام 2017، شهد مشوارها الفني طفرة بعد مشاركتها في فيلمها الكوميدي الرومانسي الزيمبابوي الأول كوك أوف بدور أم وحيدة تتمتع بشغف للطبخ، تظطر للمشاركة في مسابقة تليفزيونية للطهي بعد أن سجلها ابنها وجدتها. حقق الفيلم نسب مشاهدة عالية على نتفليكس بالمقارنة مع تكلفة الإنتاج التي بلغت حوالي 8000 دولار، وصرحت الممثلة أنها اختارت الدور بسبب حبها للدينامية الاجتماعية للسيناريو.
حصلت تشيتيما على جائزة أفضل ممثلة في مهرجان زيمبابوي السينمائي الدولي، بينما حصل الفيلم على جائزة أفضل فيلم. كما تم اختياره رسميا عام 2018 كجزء من مهرجان روتردام السينمائي الدولي ومهرجان سياتل السينمائي الدولي.

## الأعمال
- 2013: أمل جيسون (فيلم قصير) - Jayson’s Hope
- 2014: إيفلين وتابيوا (فيلم قصير) - Evelyn and Tapiwa
- 2016: أصدقاء مشتركون (مسلسل تلفزيوني) - Mutual Friends
- 2016: إسيدينغوا (مسلسل تلفزيوني) - Isidingo
- 2017: كوك أوف (فيلم)
- 2018: الذنب (مسلسل تلفزيوني) - Guilt
- 2018: بلوم فليم بلوم (مسرحية).[5] - Bloom Flame Bloom
- 2019: في ما لا نهاية (فيلم قصير) - Into Infinity
- 2020: غوناريزو (فيلم) - Gonarezhou